# 六街镇 (昆明市)
六街镇是中国云南省昆明市晋宁县下辖的一个镇。原为六街乡，2009年撤乡设镇。

## 行政区划
六街镇共辖9个行政村，分别是：
六街村、大营村、龙王塘村、三印村、大庄村、新寨村、干海村、青菜村和王家湾村。

## 中国传统村落
2013年8月，新寨村被评为第二批中国传统村落。